# Hans Mayer Heuberger
Hans Mayer Heuberger (Lipsia, 1º marzo 1882 – ...) è stato un calciatore tedesco, di ruolo mediano.

## Carriera
Giocò da titolare fisso nel Milan che vinse il suo secondo scudetto, ricoprendo il ruolo di mediano.
Sparito dalle scene sportive per alcuni anni, ricomparve fugacemente nella Juventus nel 1910.

## Palmarès
- Campionato italiano: 1

Milan: 1906